# Tarō Gotō
Pour les articles homonymes, voir Goto.
Tarō Gotō (後藤 太郎, Gotō Tarō) est un footballeur japonais né le 24 décembre 1969 dans la préfecture de Hiroshima au Japon.